# Due madri per Rocco
Due madri per Rocco è una miniserie televisiva in due puntate del 1994, opera dei registi Andrea ed Antonio Frazzi.